# Edwardsia coriacea
Edwardsia coriacea är en havsanemonart som beskrevs av Henry Nottidge Moseley 1877. Edwardsia coriacea ingår i släktet Edwardsia och familjen Edwardsiidae. Inga underarter finns listade i Catalogue of Life.